# Слем
Слем или слэм — форма активного взаимодействия зрителей на концертах, выражающаяся в прыжках, танцах и столкновениях. Часто слем сопровождается прыжками в толпу и хэдбэнгингом. Слэм обычно встречается в клубах, на рэйвах и рок-концертах. Наибольшая активность происходит в круге перед сценой, называемом «мош-питом».
Сходное со слэмом развлечение — «дрожка» — описано в научно-фантастической повести братьев Стругацких «Хищные вещи века» (1965). Слэм часто фигурирует в песнях, фильмах и мультфильмах. В одной из серий South Park Кенни погиб во время слэма. Слэм также показан в одном из эпизодов мультсериала Futurama. В песне «Слэмятся пацаны» (совместный трек  Little Big и Руки Вверх!) упоминается шуточная секта «Свидетели слэма и мошпита».

## История
Предшественником слэма считается танец «акуки» — разновидность пого, возникшая на панк-концертах 1970-х, трансформировавшийся в слэм на хардкор-панк-концертах 80-х. Считается, что слэм появился в Орэндж Каунти, штат Калифорния, на концертах первой волны американского хардкора в начале 80-х. Толпа слэмилась под такие группы из Лос-Анджелеса, как Black Flag и Circle Jerks. Их более ритмичную и тяжёлую разновидность панка позже назвали хардкором. Бэш — синоним понятия слэм.

## Виды

### Slam
Существует привычный для большинства слэм, при котором участники толкают друг друга возле сцены. Разрешается толкать плечами, так как это является приемлемо безопасным и не ведёт к увечьям (при условии соблюдения подобных правил остальными участниками), двигать участников локтями (на уровне туловища), прыгать, обнявшись с кем-нибудь за плечи или просто мягко расталкивать слэмящихся. Вариаций достаточное количество, но существует основное правило — уважать других слэмеров.

### Stage Diving
Прыжок со сцены в толпу (а не в слэм) спиной или головой вперёд. Как правило, практикуется в больших клубах. Очень распространённый вид слэма.

### Crowd Surfing
Этот стиль больше распространён на открытых фестивалях. Во многих клубах Crowd Surfing сложно провести, так как они слишком малы, и есть вероятность удара об стену. Способ заключается в следующем: участник концерта при помощи ближайших людей поднимается вверх, а толпа несёт его на руках. Лучше всего делать это в месте, где выше плотность людей, например, ближе к сцене.

### Skanking
Самая мягкая и относительно бесконтактная разновидность слэма, которая традиционно имеет место на ска-панк-концертах. Поднимается левая нога, а вместе с ней правая рука, и наоборот, чередуя. Берущая свои истоки в ритмике стиля рэгги, техника сканка довольно интересна и своеобразна. Со стороны напоминает бег на месте или по кругу вприпрыжку.

### Circle Pit
Участники начинают бегать по кругу, образуя своеобразный «хоровод». В центре круга может проходить слэм. Иногда движение может останавливаться, чтобы по сигналу все желающие ринулись в центр.

### High Jump
Групповые прыжки в высоту. Для начала одновременно прыгать в такт музыке начинают несколько человек, остальные подхватывают и тоже прыгают все вместе синхронно. Нужно постепенно вовлечь в действие как можно больше людей.

### Centre Slam
Разновидность Circle Pit. Когда группа слэмящихся оставляет «мошпит» пустым, один или несколько человек выходят в центр круга (обычно перед самым тяжёлым моментом в композиции) и по сигналу слэм-группа со всех сторон бежит в центр на тех, кто стоит там.

### Wall Of Death
Стена смерти (англ. Wall Of Death) — это действие публики на рок-концерте, являющееся самым травмоопасным видом слэма для участников мероприятия. Один из музыкантов со сцены призывает толпу разделиться на две части так, чтобы освободилось пространство перед сценой и между двумя частями участвующих в стене смерти; затем музыкант начинает объяснять правила: когда группа начинает играть очередную песню, то обе стороны должны надвигаться одна на другую, сталкиваясь в центре «мошпита» в стиле «стенка на стенку».